# Северный (Поныровский район)
Северный — хутор в Поныровском районе Курской области России. Входит в состав Первомайского сельсовета.

## География
Расположен на реке Полевая, примыкая к деревне Прилепы.

## История
Согласно Закону Курской области от 21 октября 2004 года № 48-ЗКО «О муниципальных образованиях Курской области» входит в образованное муниципальное образование Первомайский сельсовет.

## Население
| 2010 |
| ---- |
| 47   |

Национальный состав
Согласно результатам переписи 2002 года, в национальной структуре населения русские составляли 99 % из 68 человек.
Гендерный состав
В 2010 году проживали 47 человек — 22 мужчины и 25 женщин (46,8  % и 53,2% соответственно).

## Инфраструктура
Личное подсобное хозяйство.

## Транспорт
Доступен автомобильным транспортом. Полевая дорога до автодороги «Поныри — Первомайское» (идентификационный номер 38 ОП МЗ 38Н-540).